# جابر عناصری
جابر عَناصِری (۱۰ اردیبهشت ۱۳۲۴ – ۲۸ فروردین ۱۳۹۵) شاهنامه‌پژوه، ایران‌شناس، تعزیه‌شناس ایرانی و دکترای فلسفه از دانشگاه تهران بود.

## پیشینه
جابر عناصری در سال ۱۳۲۴ در اردبیل به دنیا آمد؛ تحصیلات مقدماتی را در شهر اردبیل و تحصیلات متوسطه را در دارالفنون تهران با کسب مقام اول در رشته‌ی ادبی در میان تمامی دانش‌آموزان ایران به انجام رساند و سپس وارد دانشگاه تهران شد و تا سطح دکتری فلسفه و علوم تربیتی در ایران و کسب تخصص در مردم شناسی در انگلستان (دانشگاه لندن) به تحصیل ادامه داد. تخصص عناصری در مردم‌شناسی، مردم‌شناسی عشایری (عشایر فلات ایران و افغانستان، و ترکیه) بوده و به ویژه بر عشایر شاه‌سون و سنگسر تمرکز داشته است. عناصری علاوه بر فارسی‌گویی شیوا و فارسی‌نویسی سره، و تسلط بر ترکی آذربایجانی در حد ترجمه و نویسندگی ادبی، به زبان انگلیسی، سنگسری و برخی زبان‌ها و لهجه‌های مختلف افغانستان و مغولستان، ترکی استانبولی، و ترکی آذربایجانی مسلط بوده است. وی برای مدتی مسئولیت بخش ایلی و عشایری و سپس ریاست اداره‌ی فرهنگ عامه را بر عهده داشته است (اخبار وزارت فرهنگ و هنر، ش 55، ص 29). حوزه‌ی فعالیت علمی او به صورت میان‌رشته‌ای و ترکیب فلسفه‌ی هنر و زیبایی‌شناسی، با مطالعات قومی، ایران‌شناسی و مردم‌شناسی عشایری، و هنرهای فولکلور به ویژه نمایش‌های آیینی حوزه‌ی تمدنی ایران بزرگ بوده است.

## فعالیت‌های علمی
عناصری ۴۱ سال در دانشگاه‌های تهران به عنوان استاد به تدریس و تحقیق اشتغال داشت و بیش از چهل کتاب در زمینه‌ی مردم‌شناسی، هنرهای نمایشی و آیین‌های ایرانی، فرهنگ ایران باستان، شاهنامه و... به رشته تحریر درآورد.
وی مدت‌ها در رادیو برنامه‌ی راه شب و در تلویزیون (تا سال ۱۳۶۷) برنامه‌هایی در ارتباط با آیین‌های ایرانی و نمایش‌های سنتی اقوام ایران اجرا می‌کرد. آخرین برنامه‌ی او در تلویزیون که به ممنوع‌التصویری وی انجامید، بحثی تطبیقی پیرامون «سوگ سیاوش، آیین چمر و سوگ حسین‌بن‌علی(ع)» و تداوم فرهنگ ایرانی پس از ورود اسلام بود. در سال‌های پایانی عمرش سلسله‌برنامه‌ای پیرامون مناجات‌های عارفانه‌ی حافظ و خواجه عبدالله انصاری و اشعار محتشم کاشانی در رادیو اجرا کرده است. 

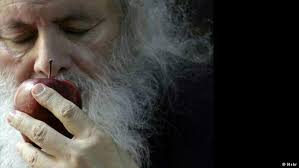
عکس از آناهیتا عناصری

نخستین مقاله‌های او «پیک‌های نوروزی»، و «مونوگرافی دهکده‌ی ججین» بوده است. وی در مقطعی نگارش کتاب تاریخ هنر ایران و جهان برای دوره‌ی دبیرستان را برعهده داشته و همچنین پژوهش‌هایی در زمینه‌ی موسیقی تعزیه انجام داده است. از دیگر مقاله‌های او می‌توان به این‌ها اشاره کرد: تراژدی دو سردار نگون‌بخت: مکبث ـ شخصیت نمایشی انگلستان و بهرام چوبین ـ اسپهبد و مرزبان ری و طبرستان؛ یادگار زریران ـ رزمنامه «زریر» زرین‌جوشن ـ جانفشان بهدینان و شهسوار مزدیسنان؛ شرفنامه‌ی آرش ناوک‌انداز؛ سیاه‌گالش ـ نگهبان ستوران؛ درآمدی بر پسیکودرام عامیانه؛ آتش، آوردگاه پلیدی و پاکی؛ دردانه‌های خلوت اهورایی: بغدخت «آناهیتا»، آب‌بانوی محبوب و ملکه‌ی انهار، فغفور «آذر» گرمابخش جان‌ها و پاینده‌ی آتش‌ها و.... با این همه، از آن جایی که نوشته‌های او درباره‌ی فرهنگ ایران باستان و شاهنامه‌پژوهی عمدتا اجازه‌ی چاپ نیافته‌اند، او را بیشتر با آثار و سخنرانی‌هایی که صرفا بر حوزه‌ی تعزیه و مسایل مذهبی تمرکز داشته و اجازه‌ی انتشار پیدا کرده‌اند می‌شناسند.

## درگذشت
جابر عناصری، که واپسین سال‌های زندگی را با قطع حقوق و بازنشستگی اجباری، ممنوع‌التصویری (تا پایان عمر ادامه داشت) و ممنوع‌الصدایی برای دوره‌ای، چشم‌انتظاری برای کسب مجوز چاپ آثاری که در حوزه شاهنامه و آیین‌های ایرانی نوشته بود، و با دل‌شکستگی و عزلت‌گزینی گذرانده بود ساعت ۹ و ۳۰ دقیقه صبح روز شنبه ۲۸ فروردین ۱۳۹۵ در سن ۷۱ سالگی بعد از طی دوره‌ی طولانی بیماری و از پی چهل روز بستری بودن در بیمارستان، در کتابخانه‌ی شخصی خود در محله‌ی یوسف آباد تهران درگذشت و همان روز در قطعه‌ای عمومی در بهشت زهرا (قطعه ۳۰۲ جدید) به خاک سپرده شد.

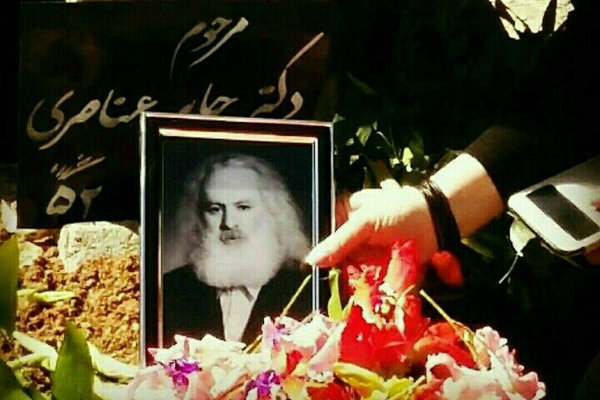

عناصری وصیت کرده بود که آیین دفنش به سادگی برگزار شده و مراسم ختمی برای او گرفته نشود و هزینه‌های مربوطه به مرکزی خیریه اهداء شود. خاکسپاری وی نیز تنها با حضور ۹ نفر، شامل چند تن از دانشجویانش که نامشان در وصیت‌نامه‌ی وی آورده شده، و همسر و دو فرزندش برگزار گردید. جابر عناصری گفته بود: «نیازی نیست کاری که در زندگی من انجام نشده بود و قدری که دانسته نشده بود، بعد از مرگم انجام پذیرد» و خواسته بود که در میان مردم و در قطعه‌ی عادی به خاک سپرده شود. پس از مرگ او، بسیاری از کسانی که در زمان زنده بودنش او را طرد کرده بودند، داعیه‌دار قدردانی و برگزاری مراسم بزرگداشت برای او شده‌اند و هر یک او را در زمره‌ی سرمایه‌های خود قرار داده و منتسب به خود می‌کنند. بنا بر وصیت او تنها اطلاعاتی که از سوی همسر و دو فرزندش بیان بشود، اعتبار دارد.   